# Рей Дауні
Реймонд Тайлер Дауні (англ. Raymond Tyler Downey, 23 вересня 1968) — канадський професійний боксер, призер Олімпійських ігор.

## Аматорська кар'єра
Рей ріс в спортивній сім'ї — боксом не без успіху займався його батько Дейв Дауні і двоюрідний брат Біллі.
На Олімпійських іграх 1988 завоював бронзову медаль.
- В 1/32 фіналу переміг Хорхе Лопеса (Аргентина) — 5-0
- В 1/16 фіналу переміг Норберта Ніроба (ФРН) — 3-2
- В 1/8 фіналу переміг Абрара Хусейна (Пакистан) — 5-0
- У чвертьфіналі переміг Мартіна Кітела (Швеція) — 5-0
- У півфіналі програв Пак Сі Хун (Південна Корея) — 0-5

На чемпіонаті світу 1989 програв в другому бою Ісраелю Акопкохяну (СРСР).
На Іграх Співдружності 1990 переміг трьох суперників, а у фіналі програв Річарду Вудголлу (Англія). На Іграх Доброї волі 1990 програв Олександрові Лебзяку (СРСР). На Кубку світу 1990 переміг трьох суперників, а у фіналі програв Хуану Карлос Лемусу (Куба).
На Панамериканських іграх 1991 в Гавані знову програв Хуану Карлос Лемусу. На чемпіонаті світу 1991 програв в другому бою Оле Клеметсену (Норвегія).
На Олімпійських іграх 1992 програв в першому бою Гендріку Сімангунсонгу (Індонезія).

## Професіональна кар'єра
Після Олімпіади 1992 розпочав професйну кар'єру. Впродовж 1994—2000 років провів дев'ятнадцять боїв.